# Боду, Бернар
Бернар Поль Артур Боду (фр. Bernard Paul Arthur Baudoux, р.31 мая 1928) — французский фехтовальщик-рапирист, чемпион мира, призёр Олимпийских игр.

## Биография
Родился в 1928 году в Суасоне. В 1956 году стал обладателем серебряной медали Олимпийских игр в Мельбурне. В 1957 году стал серебряным призёром чемпионата мира. На чемпионате мира 1958 года стал обладателем золотой и бронзовой медалей.